# Euura mucronata
Euura mucronata är en stekelart som först beskrevs av Hartig 1837.  Euura mucronata ingår i släktet Euura, och familjen bladsteklar. Arten är reproducerande i Sverige.